# تازیانه بر باد
تازیانه بر باد نام یک مجموعهٔ تلویزیونی ایرانی به کارگردانی «اکبر صادقی» است که در سال ۱۳۷۴ تولید و در ۱۰ قسمت، از سیمای جمهوری اسلامی ایران پخش شد. این مجموعه، محصول «سیمافیلم» است. 

## بازیگران
- محمدعلی کشاورز
- چنگیز وثوقی
- مرجانه گلچین
- کاظم افرندنیا
- حسین یاریار
- فرهاد محبت
- نرسی گرگیا
- حسین شهاب
- عباس قاجار
- مجید میرزاییان
- حمید منوچهری
- جواد بازیاران (مازیار بازیاران)
- بهزاد رحیم‌خانی
- میرصلاح حسینی
- سیدحسین ملاقاسمی
- فیروز قاسمی